# 西川知一郎
西川 知一郎（にしかわ ともいちろう、1960年4月22日 - ）は、日本の裁判官。大阪府出身。灘高等学校、東京大学卒業。大阪高等裁判所部総括判事。

## 経歴
- 1983年　司法修習生
- 1985年　東京地方裁判所判事補
- 1988年　最高裁行政局付
- 1991年　福岡地方・家庭裁判所判事補
- 1994年　東京地方裁判所判事補
- 1995年　東京地方裁判所判事
- 1996年　最高裁調査官
- 2001年　大阪高等裁判所判事職務代行
- 2002年　大阪高等裁判所判事
- 2003年　大阪地方裁判所判事
- 2006年　大阪地方裁判所部総括判事(第2民事部）
- 2015年　福岡高等裁判所宮崎支部部総括判事
- 2018年　大津地方・家庭裁判所長
- 2019年　大阪高等裁判所民事部総括判事（民事第７部）

## 人物
最高裁判所判事であった福田博の著書によると、定数訴訟の大法廷判決の多数意見に反対する意見を書こうとしたところ、「先例に反する」と言って原稿を全部斜線で消したりする方法によりそれを押しつぶそうとする最高裁判所調査官がいたとされている。名前の記載はないものの、その前後の記述からその最高裁調査官が西川であることがほぼ特定されている形で記載されている。

## 担当訴訟
- 大阪市北区の公園で野宿生活を営む原告が、公園を住居とする転居届が受理されなかったのは不当として大阪市北区長を相手に不受理処分の取り消しを求めた訴訟（大阪地裁裁判長　テントは客観的に生活の本拠としての実体を備えており、住民基本台帳法上の住所として不受理処分を取り消し、公園での住所登録を認める判決　2006年1月）
- 大和都市管財国賠訴訟（抵当証券会社大和都市管財の詐欺事件に関して、国が監督責任を怠ったとして、被害者に6億円の賠償を命じる判決　2007年）
- 条例上の根拠なしに臨時職員に一律の一時金を支給したのは違法として、大阪府茨木市の住民が市を相手に、市長と前市長に合計約5億円を請求するよう求めた訴訟（大阪地裁裁判長　条例の根拠のない支給は地方自治法に反し違法であるとして現市長に約6700万円を請求するよう市に命じる判決　2008年1月）
- 九州電力川内原子力発電所の1号機及び2号機の運転差止め仮処分を地元の住民等が求めた民事保全法事件の即時抗告審において、同原発が「新規制基準に適合するとした原子力規制委員会の判断が不合理とはいえない」として、住民側の即時抗告を棄却する決定をした[2]。